# Processo rp
O processo rp (captura rápida de prótons) consiste em uma série de capturas protônicas por núcleos atômicos que dão origem a núcleos de elementos mais pesados. É uma forma de nucleossíntese, junto aos processos r e s, e é responsável pela formação de uma grande maioria dos elementos pesados (acima do 56Fe) presentes no Universo. O ponto final do processo rp (o elemento mais pesado que pode obter-se mediante estas reações) não se conhece com precisão, mas se crê que nas estrelas de nêutrons não podem obter-se elementos além do telúrio.
O processo rp se dá em condições de temperatura muito alta, de forma que os prótons podem vencer a barreira de potencial que é necessária para que sejam capturados pelo núcleo. Além disso é necessária uma vizinhança rica em hidrogênio (prótons livres) para que o elevado fluxo protônico necessário seja possível. Os núcleos iniciais, necessários para que ocorra o processo rp, se formam a partir de reações de ruptura durante o ciclo CNO.
Este processo se crê que se dê em sistemas binários formados por anãs brancas ou estrelas de nêutrons e gigantes vermelhas. Neste cenário, a gigante vermelha injeta grande quantidade de hidrogênio em sua companheira massiva, aumentando a temperatura desta e criando as condições necessárias para que se dê este processo.